# Humleblomflugor
Humleblomflugor (Volucella) är ett släkte i familjen blomflugor.

## Kännetecken
Humleblomflugor omfattar både håriga humlelika arter och mer korthåriga arter som ibland är getinglika. Ett kännetecken för släktet är att tredje antennsegmentet är cirka dubbelt så långt som brett och har ett långt fjädeliknande antennborst. Ansiktet har en tydlig så kallad ansiktsbuckla och är utdraget neråt. 

## Levnadssätt
Larverna lever på avskräde och larver i humlebon och getingbon. De vuxna flugorna besöker olika sorters blommor. 

## Utbredning
Det finns över 40 arter i släktet varav nästan 30 finns i den orientaliska regionen. En art finns i den australiska regionen och knappt 20 arter i palearktis. I Europa finns sex arter och i Nordamerika en art.

## Systematik

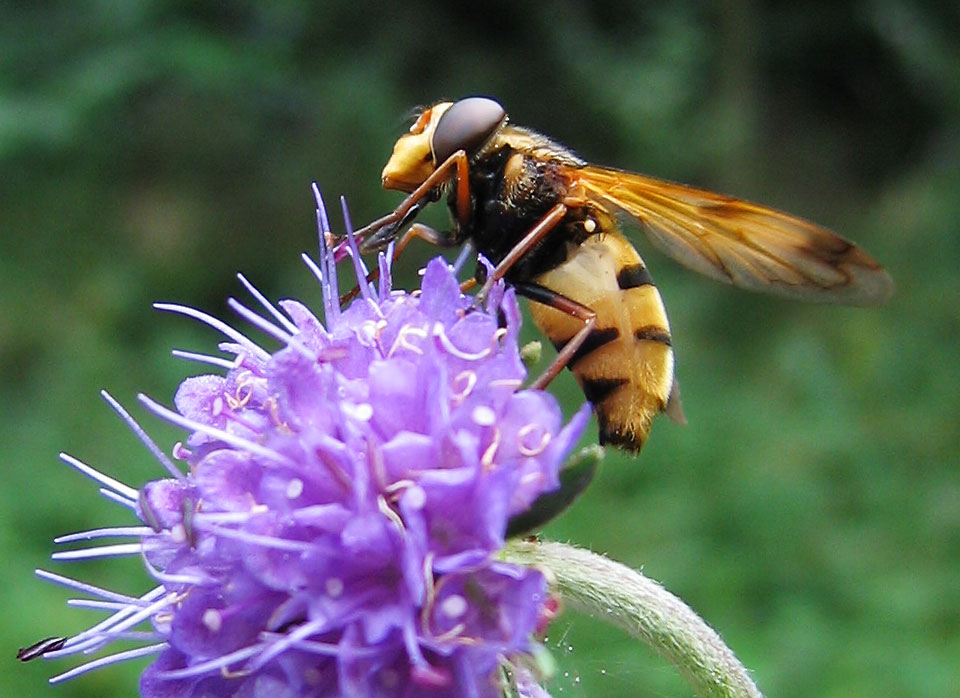
Bålgetingblomfluga (V. inanis)

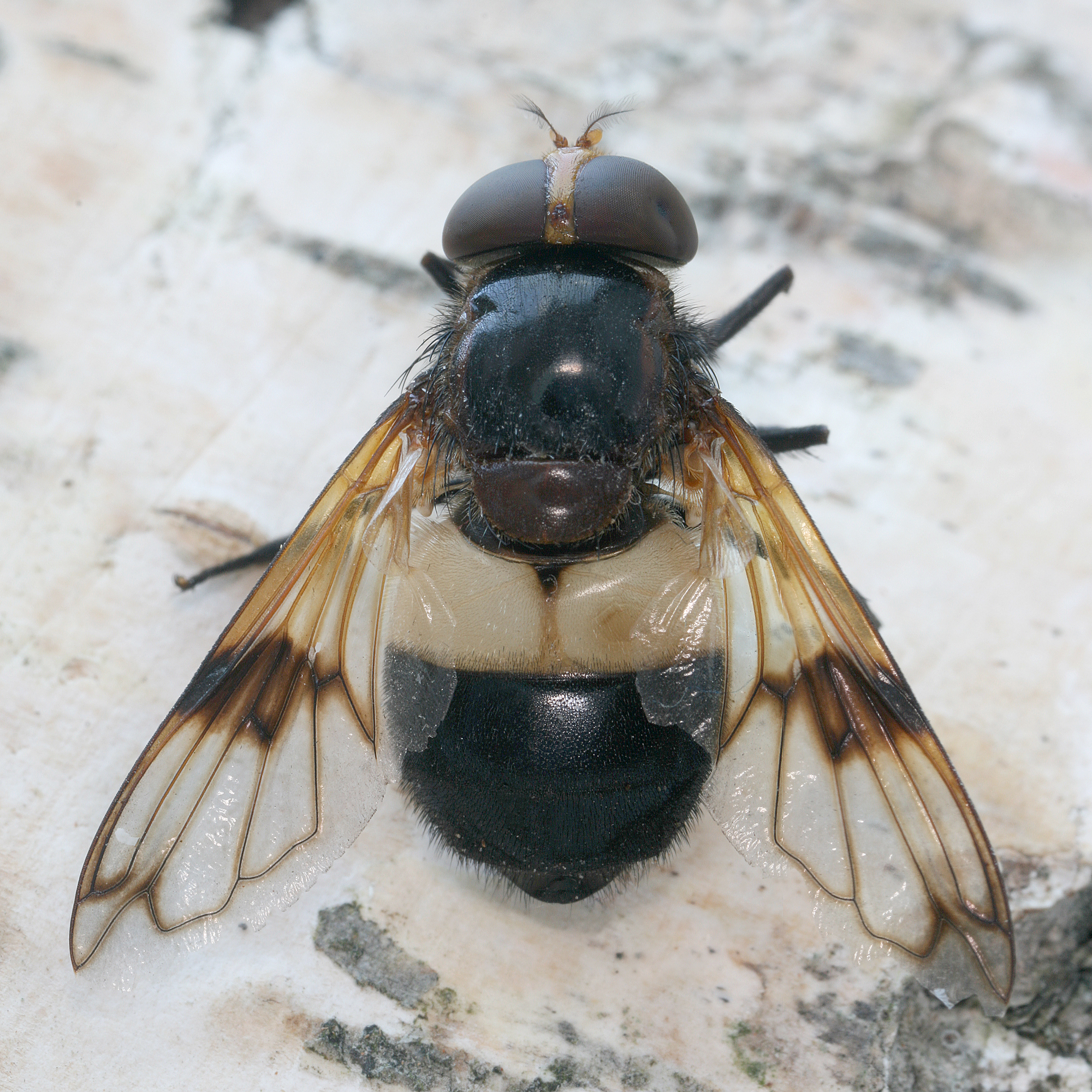
Fönsterblomfluga (V. pellucens)

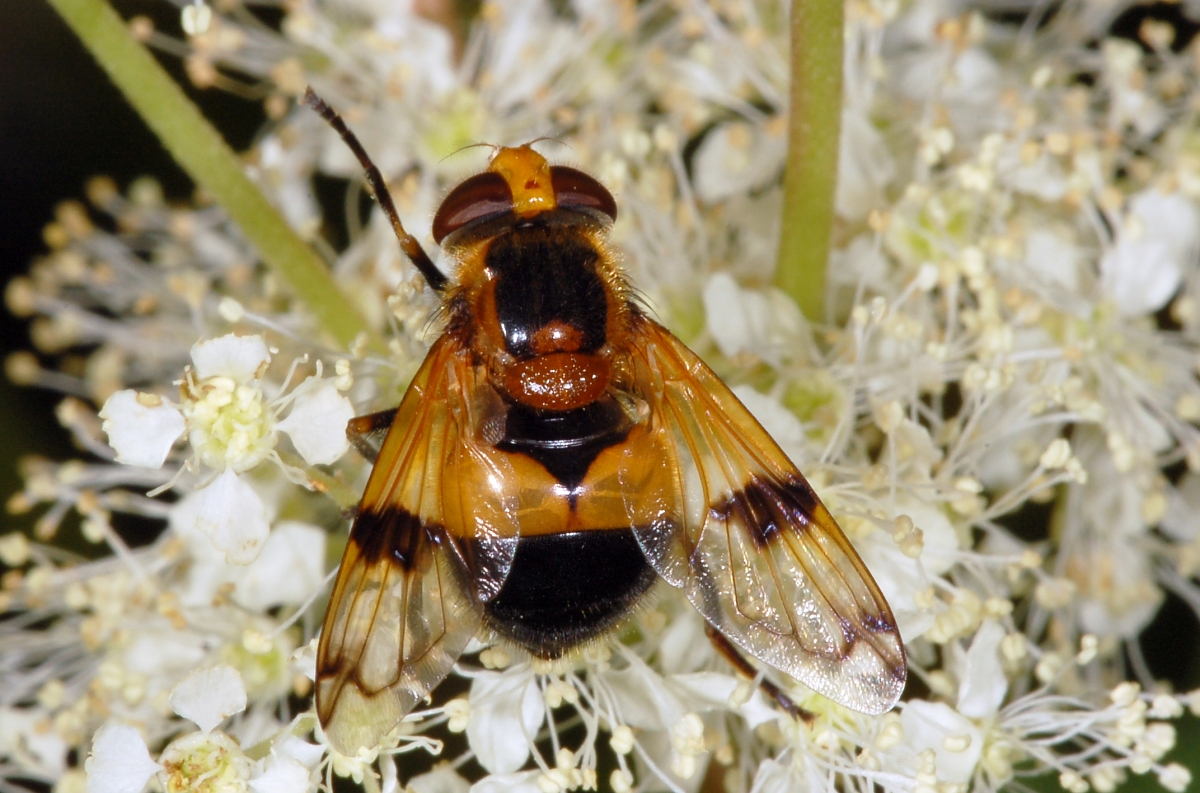
Volucella inflata

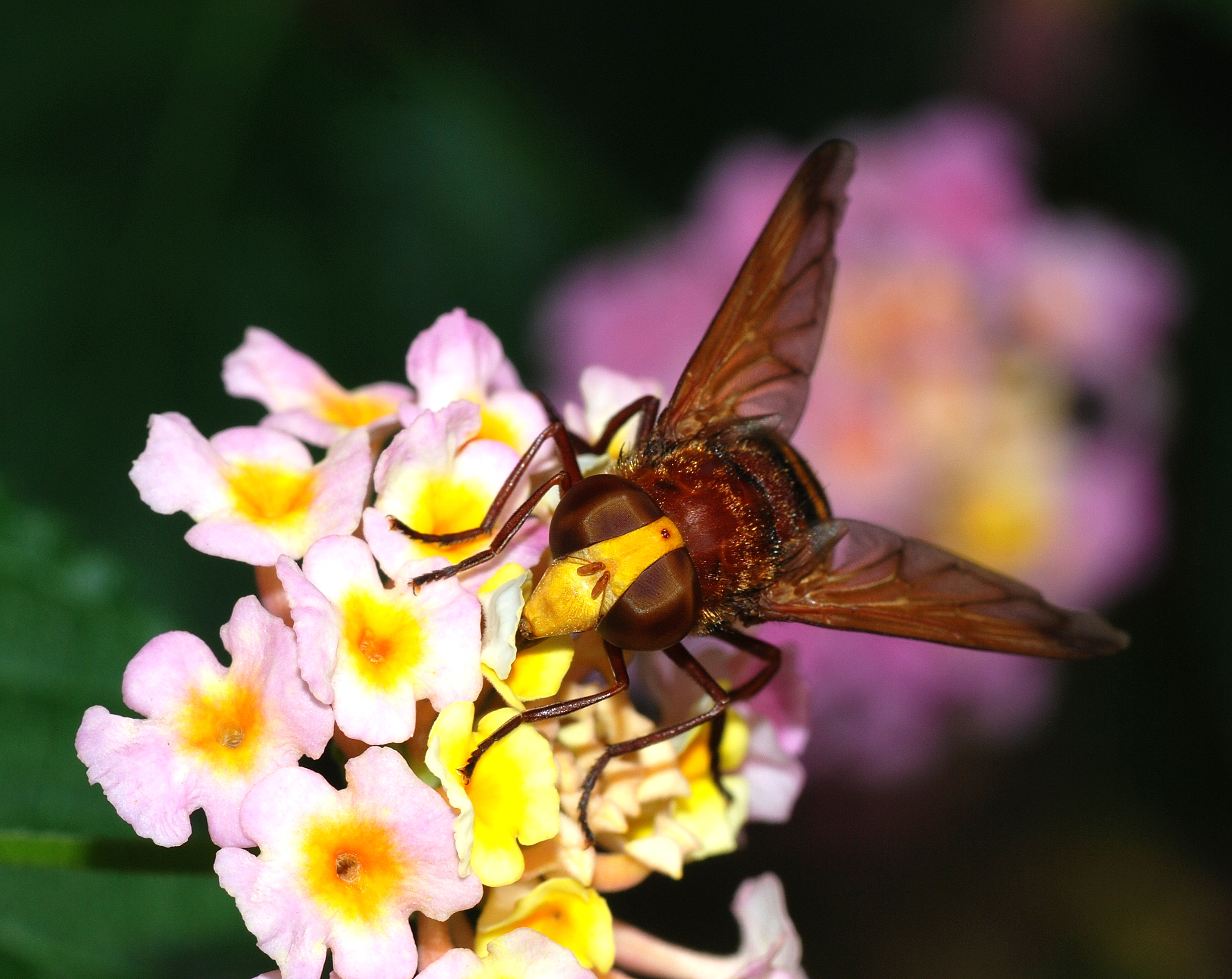
Volucella zonaria

### Arter i Norden
Följande tre arter förekommer i Norden och i Sverige.
- Humleblomfluga V. bombylans (Linnaeus 1758)
- Bålgetingblomfluga V. inanis (Linnaeus 1758)
- Fönsterblomfluga V. pellucens (Linnaeus 1758)

### Övriga arter (urval)
Nedan följer ett urval med arter i släktet.
| - V. abdominalis Wiedemann, 1830 - V. anastasia Hull, 1946 - V. anna Williston, 1887 - V. apicalis Loew, 1866 - V. apicifera Townsend, 1895 - V. avida Osten Sacken, 1877 - V. barei Curran, 1925 - V. comstocki Williston, 1887 - V. dracaena Curran - V. elegans Loew, 1862 - V. eugenia Williston, 1887 - V. florida Hull, 1941 - V. fraudulenta Williston, 1891 - V. haagii Jaennicke, 1867 - V. inflata (Fabricius, 1794) - V. isabellina Williston, 1887 - V. jeddona Bigot, 1875 - V. linearis Walker, 1849 - V. liquida Erichson in Wagner, 1841 - V. lutzi Curran, 1930 - V. macrocephala Giglio-Tos, 1892 - V. matsumurai Han & Choi, 2001 | - V. megacephala Loew, 1863 - V. mexicana Macquart, 1842 - V. nigra Greene, 1923 - V. nigricans Coquillett, 1898 - V. nigropicta Portschinsky, 1884 - V. opalescens Townsend, 1901 - V. pallens Wiedemann, 1830 - V. plumatoides Hervé-Bazin, 1923 - V. postica Say, 1829 - V. pusilla Macquart, 1842 - V. quadrata Williston, 1891 - V. satur Osten Sacken, 1877 - V. sternalis Curran, 1930 - V. suzukii Matsumura, 916 - V. tamaulipana Townsend, 1898 - V. tau Bigot, 1883 - V. tricincta Bigot, 1875 - V. unipunctata Curran, 1926 - V. vesicularia Curran, 1947 - V. victoria Williston, 1887 - V. zonaria (Poda, 1761) |

## Etymologi
Volucella betyder 'den lilla flygande' eller 'den lilla fågeln' på latin.